# Заурак
40°44′00″ пн. ш. 72°26′00″ сх. д. / 40.73333° пн. ш. 72.43333° сх. д.
Заурак (колишній Ленін'юл; узб. Завроқ, Zavroq) — міське селище в Узбекистані, в Андижанському районі Андижанської області.
Розташоване у Ферганській долині, на арику Саркай, за 10 км на південний схід від залізничної станції Андижан-1.
Населення 2,0 тис. мешканців (1990). Статус міського селища з 2009 року.